# دوره بهار و پاییز

اواخر دوره بهار و پاییز، سده پنجم پیش از میلاد، پیش از انحلال جین و مهاجرت کین به سیچوان. وی (Wey) در این نقشه بصورت (Wei) آمده است.

دوره بهار و پاییز یک دوره در تاریخ چین بود که تقریباً از ۷۷۱ پ.م. تا ۴۷۶ پ.م. (در برخی منابع: ۴۰۳ پ. م) به طول انجامید که تقریباً مطابق با نیمه ابتدایی دوره ژو شرقی بود.